# Calpocalyx heitzii
Calpocalyx heitzii é uma espécie de legume da família Leguminosae.
Pode ser encontrada nos seguintes países: Camarões, Guiné Equatorial e Gabão.
Esta espécie está ameaçada por perda de habitat.